# Transmissions from the Satellite Heart
Transmissions from the Satellite Heart es el sexto álbum de estudio de la banda estadounidense de rock The Flaming Lips, lanzado en 1993. La cuarta pista, "She Don't Use Jelly", es notable por ser el primer sencillo de la banda en entrar en listas, después de que su videoclip saliera en la cadena MTV en el programa Beavis and Butt-Head, casi un año después del lanzamiento del disco. "Turn It On" también tuvo cierto éxito y también contó con su videoclip propio.
Al año siguiente se lanzó el EP Due to High Expectations... The Flaming Lips Are Providing Needles for Your Balloons para promocionar el disco e incluye versiones en directo de "Chewin the Apple of Your Eye" y "Slow Nerve Action".

## Lista de canciones
| N.º | Título                                                              | Duración |  |
| 1.  | «Turn It On»                                                        | 4:39     |  |
| 2.  | «Pilot Can at the Queer of God»                                     | 4:16     |  |
| 3.  | «Oh, My Pregnant Head (Labia in the Sunlight)»                      | 4:06     |  |
| 4.  | «She Don't Use Jelly»                                               | 3:40     |  |
| 5.  | «Chewin the Apple of Your Eye»                                      | 3:52     |  |
| 6.  | «Superhumans»                                                       | 3:13     |  |
| 7.  | «Be My Head»                                                        | 3:15     |  |
| 8.  | «Moth in the Incubator»                                             | 4:12     |  |
| 9.  | «Plastic Jesus» (Ed Rush, George Cromarty) (listado como "★★★★★★★") | 2:18     |  |
| 10. | «When Yer Twenty Two»                                               | 3:34     |  |
| 11. | «Slow Nerve Action»                                                 | 5:55     |  |

## Personal
- Wayne Coyne
- Steven Drozd
- Michael Ivins
- Ronald Jones